# 金太煥 (2000年生のサッカー選手)
金 太煥（キム・テファン、朝鮮語: 김태환、2000年3月25日 - ）は、大韓民国出身のプロサッカー選手。Kリーグ・水原三星ブルーウィングス所属。ポジションは、ディフェンダー（DF）。

## 来歴
水原三星ブルーウィングスのユース出身で、ユースチームではキャプテンとして活躍した。
2018年7月に水原三星ブルーウィングスのトップチームと契約をした。2020年10月4日、仁川ユナイテッド戦でプロ初ゴールを決め、チームのKリーグ1残留に貢献した。シーズン終盤の活躍により、2020年10月の月間チームベストプレイヤーの称号を得た。